# すくみず 〜フェチ☆になるもんっ!〜
『すくみず 〜フェチ☆になるもんっ!〜』は2003年7月25日にCIRCUS FETISHより発売された18禁恋愛アドベンチャーゲーム。タイトル通り、スクール水着にこだわった内容となっている。なお、同年8月14日にDVD版が発売されている。

## 登場キャラクター
嶋野 香奈太 （しまの かなた）
主人公。スクール水着に関する妄想で頭がいっぱい。ひょんな事から義妹共々女子校に編入することに。
嶋野 真帆（しまの まほ） - 声優：日向裕羅
主人公の義妹。
松下 梨香 （まつしたりこ） - 声優：長崎みなみ
主人公の幼なじみ。
荒谷 鈴枝 （あらや すずえ） - 声優：歌織
露出願望が強い困りもの。
石橋 媛 （いしばし ひめ） - 声優：夏野向日葵
ヤクザの娘であるが、独占欲が強いだけのいい人。
宮田 葉菜 （みやた はな） - 声優：うえあおい

岩崎=コナ=麗華 （いわさき こな れいか） - 声優：市井佐絵
番長タイプ。
中野店長&フェチ子
スクミズフェチのオアシス、ブルコンの店長とその店員。
キャラクターの名前には、自転車に由来する共通点がある。

## 主題歌
- オープニングテーマ『ツルピトな恋』
  - 歌：UNDER17、作詞・作曲：桃井はるこ、編曲：小池雅也
- エンディングテーマ『夏だ! 海だ! スク水だ!』
  - 歌：UNDER17、作詞：桃井はるこ、作曲・編曲：mobo
- 挿入歌『泳・げ・な・い』
  - 歌：UNDER17、作詞・作曲：桃井はるこ、編曲：小池雅也
- スク水賛歌『ブルコンのテーマ』
  - 歌：ポアロ、作曲：鷲崎健、作詞：おたっきぃ佐々木&ポアロ、編曲：佐々木ルル

## CD
- 「すくみず〜フェチ☆になるもんっ!〜」オリジナルサウンドトラック（ランティス）

LACA-5219

## 関連書籍
小説
- すくみず フェチ☆になるもんっ! 真帆・梨香編（パラダイム）

原作：サーカス／著：黒滝糸由
ISBN 4-89490-702-X
- すくみず フェチ☆になるもんっ! 媛・鈴枝編（パラダイム）

原作：サーカス／著：黒滝糸由
ISBN 4-89490-710-0
- すくみず フェチ☆になるもんっ! コナ・葉菜編（パラダイム）

原作：サーカス／著：黒滝糸由
ISBN 4-89490-717-8
ファンブック
- すくみず 〜フェチ☆になるもんっ!〜ビジュアルファンブック（エンターブレイン）

ISBN 4-7577-1650-8